# Rodel vid olympiska vinterspelen 2006
Rodeltävlingarna vid de Olympiska vinterspelen 2006 hölls i Cesana Pariol, i Cesana Torinese, Italien mellan den 11 och 15 februari 2006.

## Damer

### Singel
| Medalj | Person          | Land     | Tid      |
| Guld   | Sylke Otto      | Tyskland | 3:07,979 |
| Silver | Silke Kraushaar | Tyskland | 3:08,115 |
| Brons  | Tatjana Hüfner  | Tyskland | 3:08,460 |

## Herrar

### Singel
| Medalj | Person           | Land     | Tid      |
| Guld   | Armin Zöggeler   | Italien  | 3:26,008 |
| Silver | Albert Demtjenko | Ryssland | 3:26,198 |
| Brons  | Martins Rubenis  | Lettland | 3:26,445 |

### Dubbel
| Medalj | Personer                                    | Land      | Tid             |
| Guld   | Andreas Linger & Wolfgang Linger            | Österrike | 47,028 / 47,469 |
| Silver | Andre Florshütz & Torsten Wustlich          | Tyskland  | 47,141 / 47,666 |
| Brons  | Gerhard Plankensteiner & Oswald Haselrieder | Italien   | 47.236 / 47.694 |